# ريج جنكينز
ريج جنكينز (بالإنجليزية: Reg Jenkins)‏ (7 أكتوبر 1938 في المملكة المتحدة - 29 يناير 2013 في إسبانيا) هو لاعب كرة قدم بريطاني في مركزي الهجوم ومهاجم داخلي. لعب مع نادي إكزتر سيتي ونادي بليموث أرجايل ونادي توركي يونايتد ونادي روتشديل وTruro City F.C. ‏ وMillbrook A.F.C. ‏.

## وصلات خارجية
- ريج جنكينز على موقع قاعدة بيانات كرة القدم.إي يو (الإنجليزية)